# Orca Seamount
Koordinaten: 62° 26′ S, 58° 24′ W

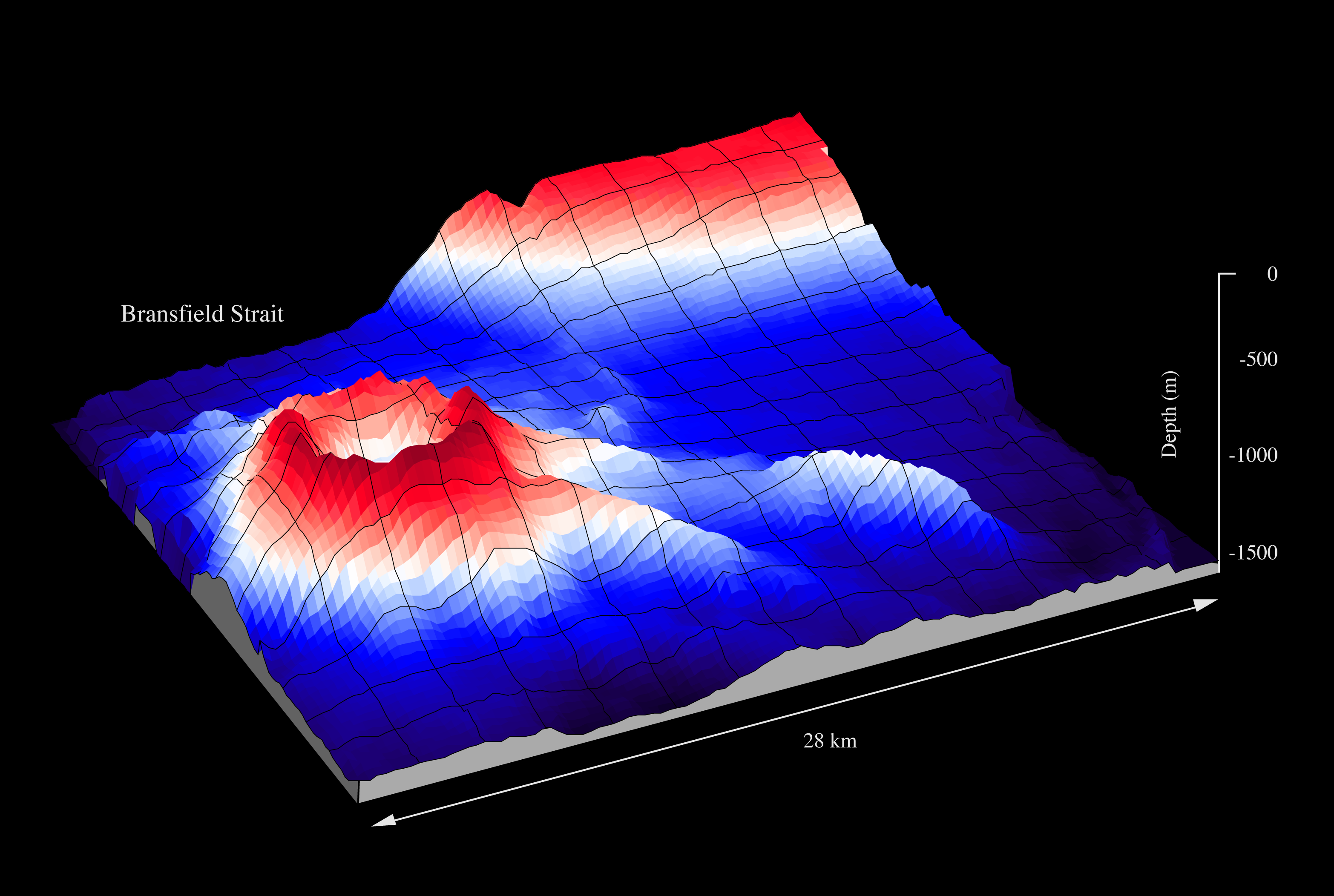
Bathymetrisches Profilbild des Orca Seamount

Der Orca Seamount (alternativ: Viehoff Seamount) ist ein Tiefseeberg (genauer ein Vulkan) in der Bransfieldstraße zwischen dem Archipel der Südlichen Shetlandinseln und der nördlichen Spitze der Antarktischen Halbinsel. Er ragt bis zu etwa 900 m über dem Meeresboden auf und hat einen Basisdurchmesser von etwa 11 km.
Benannt ist der Tiefseeberg, vom Advisory Committee on Undersea Features (ACUF) im Februar 2000 anerkannt, nach dem in der Bransfieldstraße häufig anzutreffenden Schwertwal (Orcinus orca). Alternativ dazu existiert eine ebenfalls vom ACUF seit Juni 1995 anerkannte Benennung nach dem deutschen Fernerkundungstechniker und Ozeanographen Thomas Viehoff (1957–1994), der auf dem Forschungsschiff Polarstern tätig war.
Das Gebiet um den Orca Seamount war 2020 Ort eines Erdbebenschwarms von mehr als 85.000 seismisch erfassten Einzelereignissen mit einer Magnitude von Mw 6,0.